# Sogod (Cebu)
Sogod é um município de  quarta classe de renda municipal (d) na província Cebu, nas Filipinas. De acordo com o censo de 1 de maio  de  2020 possui uma população de 39 447 pessoas e 9 878 domicílios.